# Список университетов и колледжей Тибета
Ниже приведен список университетов и колледжей Тибета (Китай).

## Список
| Название                                               | Китайское название   | Год  | Тип            | Ссылка                          | Примечания                                  |
| ------------------------------------------------------ | -------------------- | ---- | -------------- | ------------------------------- | ------------------------------------------- |
| Тибетский университет                                  | 西藏大学             | 1975 | Провинциальный | http://www.utibet.edu.cn/       | участник (недоступная ссылка) проекта «211» |
| Тибетский университет тибетской медицины               | 西藏藏医药大学       | 1989 | Провинциальный | http://www.ttmc.edu.cn/         | (недоступная ссылка)                        |
| Тибетский университет Миньцзу                          | 西藏民族大学         | 1958 | Провинциальный | http://www.xzmy.edu.cn/         | (недоступная ссылка)                        |
| Тибетский колледж сельского хозяйства и животноводства | 西藏农牧学院         | 1972 | Провинциальный | http://www.xza.cn/xxgk/nyjj.asp | (недоступная ссылка)                        |
| Тибетский профессионально-технический колледж          | 西藏职业技术学院     | 2005 | Провинциальный | http://www.xzgzy.cn/            | (недоступная ссылка)                        |
| Лхасский педагогический колледж                        | 拉萨师范高等专科学校 | 1975 |                | http://www.xzlssf.org/          | (недоступная ссылка)                        |
| Тибетский полицейский колледж                          | 西藏警官高等专科学校 | 2003 |                |                                 |                                             |